# Ross Thomas (színművész)
Ross Schuler Thomas (Stockton, Kalifornia, 1981. augusztus 21. –) amerikai filmszínész.

## Élete

### Ifjúsága
Thomas a kaliforniai Stocktonban született. 2005-ben szerzett diplomát a Dél-kaliforniai Egyetemen, társadalomtudományból. A filmezésbe csak ezt követően fogott bele.

## Filmográfia
| Eredeti cím = alcím                    | Magyar cím                       | Ország/műfaj               | Év    | Karakter               |
| -------------------------------------- | -------------------------------- | -------------------------- | ----- | ---------------------- |
| Avatar: The Last Airbender = The Beach | Avatar: Az utolsó Léghajlító     | amerikai animációs sorozat | 2007  | Ruon-Jian (csak hang!) |
| Shelter                                |                                  | amerikai dráma             | 2007  | Gabe                   |
| Lipshitz Saves the World               |                                  | amerikai vígjáték          | 2007  | Mark Sherman           |
| American Pie Presents: The Naked Mile  | Amerikai pite 5. – Pucér maraton | amerikai vígjáték          | 2006  | Ryan Grimm             |
| Beyond the Break                       |                                  | amerikai tinisorozat       | 2006– | Bailey Reese           |
| The Cutting Edge: Going for the Gold   |                                  | amerikai romantikus film   | 2006  | Alex Harrison          |
| CSI: NY = Zoo York                     | New York-i helyszínelők          | amerikai krisorozat        | 2005  | Sam                    |
| Sissy Frenchfry                        |                                  | amerikai vígjáték          | 2005  | Bodey McDodey          |
| CSI: Crime Scene Investigation = Iced  | A helyszínelők                   | amerikai krimisorozt       | 2005  | Trip Wilmont           |
| Living with Fran = Who's the Parent?   |                                  | amerikai vígjátéksorozat   | 2005  | Kurt                   |
| Cold Case = Time to Crime              | Döglött akták                    | amerikai krimisorozat      | 2005  | Pete                   |
| What's Bugging Seth                    |                                  | amerika dráma              | 2005  | Seth                   |